# 8½ kvinnor
8½ kvinnor (1999) är en film regisserad av Peter Greenaway.

## Handling
Far och son fantiserar om ett harem och börjar samla ihop ett antal kvinnor.

## Om filmen
Filmen är inspelad i Japan och Luxemburg. Den hade världspremiär på filmfestivalen i Cannes den 22 maj 1999 och svensk premiär den 8 september 2000, åldersgränsen är 11 år.

## Rollista (urval)
- John Standing - Philip Emmenthal
- Matthew Delamere - Storey Emmenthal
- Vivian Wu - Kito
- Shizuka Inoh - Simato
- Barbara Sarafian - Clothilde
- Kirina Mano - Mio
- Toni Collette - Griselda
- Amanda Plummer - Beryl
- Natacha Amal - Giaconda
- Manna Fujiwara - Giulietta/½ kvinna
- Polly Walker - Palmira

## Musik i filmen
- Sosaku Yoshiwara, skriven av Hirokazu Sugiura
- On a Slow Boat to China, skriven av Frank Loesser, framförd av John Standing och Matthew Delamere
- Excerpt ur Othello, skriven av Giuseppe Verdi, framförd av Vladimir Bogachov och The Royal Concertgebouw Orchestra